# Varicus
A Varicus a csontos halak (Osteichthyes) főosztályának a sugarasúszójú halak (Actinopterygii) osztályába, ezen belül a sügéralakúak (Perciformes) rendjébe, a gébfélék (Gobiidae) családjába és a Gobiinae alcsaládjába tartozó nem.

## Rendszerezés
A nembe az alábbi 3 faj tartozik:
- Varicus bucca Robins & Böhlke, 1961 - típusfaj
- Varicus imswe Greenfield, 1981
- Varicus marilynae Gilmore, 1979